# Nenad Lukić
Nenad Lukić (szerbül: Ненад Лукић; Szávaszentdemeter, 1992. szeptember 2. –) szerb válogatott labdarúgó, a Spartak Subotica játékosa, posztja csatár.

## Pályafutása

### Klubcsapatokban
Lukić az FK Partizan akadémiáján kezdett el futballozni. Első mérkőzését a szerb élvonalban 2010 márciusában játszotta. 2019-ben bajnok lett a szerb másodosztályban a Topolyai SC csapatával. A 2019-2020-as szezonban tizenhat góljával szerb gólkirály lett. 2021 nyara óta a Budapest Honvéd FC játékosa. 2023. július 10-én bejelentették, hogy a szerb csatár a kínai élvonalbeli Csangcsun Jataj-ban folytatja pályafutását. Nenad Lukić 61 bajnokin 28 gólt szerzett és mindkét szezonban ő volt a Honvéd házi gólkirálya (előbb 15 találattal második, majd 13-mal harmadik lett az OTP Bank Liga góllövőlistáján), a magyar kupában pedig 5 találkozón 2 gólt rúgott. 2024. január 4-én a másodosztályban szereplő Győri ETO-hoz igazolt. 2025. január 10-én visszatért korábbi klubjába a Spartak Suboticához.

### A válogatottban
Többszörös szerb utánpótlás-válogatott, tagja volt a 2011-es U19-es labdarúgó-Európa-bajnokságon szerepelt szerb keretnek. A felnőtt válogatottban 2021. január 25-én debütált egy Dominikai Köztársaság elleni barátságos mérkőzésen.

#### Mérkőzései a szerb válogatottban
| #  | Dátum            | Ellenfél              | Eredmény | Kiírás              | Esemény |
| -- | ---------------- | --------------------- | -------- | ------------------- | ------- |
| 1. | 2021. január 25. | Dominikai Köztársaság | 0 – 0    | barátságos mérkőzés | 46'     |
| 2. | 2021. január 29. | Panama                | 0 – 0    | barátságos mérkőzés | 72'     |

## Sikerei, díjai
Topolyai SC
- Szerb másodosztályú bajnok: 2018–19
- Szerb bajnokság gólkirály: 2019–20

 Győri ETO
- NB II második helyezett: 2023–24